# 塞爾維亞公國 (中世紀)
- 關於1091年-1217年的政权，請見「塞尔维亚大公国」。
- 關於1817年-1882年的政权，請見「塞尔维亚公国」。

塞尔维亚公国（塞爾維亞語： / Kneževina Srbija）是中世纪前期由塞尔维亚人在东南欧的西部地区建立的国家。其約于768年建立，由弗拉斯蒂米罗维奇王朝统治，一直存在到969-971年前后。其第一位有名字记载的君主是维谢斯拉夫王公，于780年左右开始统治。公国东面是建立于680-681年的保加利亚帝国。弗拉斯蒂米尔王公在一场持续三年的战争（839-842年）中打败了保加利亚军队，之后双方和平相处了数十年。弗拉斯蒂米尔死后，国家由他的三个儿子烏伊謝斯拉夫、拉多斯拉夫和普路斯哥耶三人共同統治，這段時間裏塞爾維亞公國與其鄰國保加爾汗國相安無事。塞尔维亚随后成为拜占庭和保加利亚的斗争中的关键角色，主要与拜占庭结盟，并陷入大国战争中长达三十年。公国的中部一度被保加利亚军队占领（924-927年），直到查斯拉夫继位，驱逐保加利亚人，将塞尔维亚的数个地区统一，成为弗拉斯蒂米罗维奇王朝最强大的统治者。969-971年前后，公国被拜占庭吞并，成为拉斯督军区。在公国统治期间，塞尔维亚人逐渐皈依基督教，立之为国教（约869年），并建立了第一个塞尔维亚教区——拉斯主教区。公国和王朝的主要历史资料记录在拜占庭皇帝君士坦丁七世的《帝国行政论》（约950-960年）中。